# Осада Иерусалима (1099)
Осада Иерусалима (фр. Siège de Jérusalem) — одно из ключевых событий Первого крестового похода. Происходила с 7 июня по 15 июля 1099 года — в результате город был захвачен войсками крестоносцев. Успешный исход осады привёл к завершению Первого крестового похода и созданию в Малой Азии государств крестоносцев.

## Начало похода
К концу XI века, в Западной Европе в силу целого ряда причин (прежде всего экономического и демографического характера) создались предпосылки для крестового похода с целью освобождения Гроба Господня. 26 ноября 1095 года, папа Урбан II, на Клермонском соборе, призвал отправиться на Восток и освободить Иерусалим от владычества мусульман, обещав участникам крестового похода отпущение грехов, охрану семей и имущества и освобождение от долгов. Эта идея охватила все христианские государства Западной Европы. Стихийно организованный поход бедноты окончился полным провалом — практически все его участники были уничтожены сельджуками. Чуть позже выступило феодальное войско норманнских, французских и германских рыцарей. Армия не являлась единым целым, так как каждый феодал привлекал своих вассалов, а возглавляющие их военачальники оспаривали друг у друга лидерство.
Весной 1097 года объединённое войско переправилось через Босфор и высадилось в Азии, при этом руководители похода принесли вассальную присягу византийскому императору Алексею I Комнину на те земли, которые могли быть ими завоёваны. В течение следующих двух лет армия медленно продвигалась на юг. При помощи византийских отрядов им удалось захватить Никею, а позднее разгромить армию румского султана
Кылыч-Арслана I в битве при Дорилее. Дойдя до Антиохии, густонаселённого и хорошо укреплённого города, крестоносцы осадили его, столкнувшись с большими трудностями. Поход к Иерусалиму был продолжен лишь спустя полгода после окончательного падения Антиохии 28 июня 1098 года. За эти несколько месяцев армия понесла серьёзные потери — в августе в лагере христиан началась эпидемия тифа, которая унесла жизни нескольких тысяч человек, в том числе папского легата и духовного лидера крестоносцев епископа Адемара Монтейльского.

## Продолжение похода
В стане военачальников крестоносцев продолжались раздоры. Провансальский маркграф Раймунд Тулузский, верный союзу заключённому с императором Византии Алексеем Комнином, долго отказывался признать справедливыми притязяния Боэмунда Тарентского на Антиохию, но в конце концов под давлением соратников ему пришлось уступить. Боэмунд был провозглашен князем Антиохии, после чего решил остаться править в новообразованном государстве и не продолжать поход. Балдуин Булонский, который правил в основанном им в 1098 году графстве Эдесском, тоже не собирался присоединяться к походу на Иерусалим. На этом этапе поход окончили брат французского короля Гуго де Вермандуа и Этьен, граф Блуаский, которые со своими войсками вернулись на родину.
В ноябре 1098 года граф Раймунд Тулузский и подчиненные ему рыцари Прованса выдвинулись из Антиохии на юго-восток к Маарре и 23 ноября осадили город. По приказу Раймунда из вырубленного в окрестностях леса были построены осадные орудия, и в том числе башня в четыре яруса, с верхней площадки которой крестоносцы метали в осажденных камни. Гарнизон Маарры упорно сопротивлялся, в свою очередь забрасывая лагерь христиан камнями, стрелами и греческим огнём. Вскоре к осаде присоединилась норманнская армия Боэмунда Тарентского — будучи давним соперником Раймунда, он не хотел, чтобы тот взял Маарру единолично, — и 11 декабря 1098 года Маарра, атакованная сразу с двух сторон, пала, после чего крестоносцы разграбили город и почти поголовно истребили его население. После захвата города между норманнами и провансальцами начались раздоры, доходившие до вооружённых стычек.
К концу года простые воины начали проявлять недовольство тем, что поход затягивается, и грозили отправиться к своей главной цели — Иерусалиму — самостоятельно, не дожидаясь, пока примут решение военачальники. Возмущение было настолько велико, что лидеры крестоносцев были вынуждены прислушаться к голосу воинов, и 13 января 1099 года продолжить поход на юг, в сторону Иерусалима. Продвигаясь по побережью Средиземного моря, армия христиан практически не встречала сопротивления (снабжение провиантом осуществлял пизанский флот). Очередная задержка произошла у Триполи, которой был осаждён Раймундом Тулузским. Осада продолжалась более чем полгода и была прекращена по требованию основной массы войска. Далее, чтобы не терять времени, крестоносцы обходили стороной Тир, Акру, Кесарею и другие хорошо укрепленные города. Достигнув Рамлы, военачальники похода опять разошлись во мнениях относительно того, как поступить дальше — напасть на Дамаск или поразить Фатимидов в Каире. Однако было принято решение не отступать от намеченной цели и продолжить наступление на Иерусалим.

## Ход осады
Ранним утром, во вторник 7 июня 1099 года крестоносцы добрались до Иерусалима. Всего к Иерусалиму подошла армия из 40 000 человек (по другим данным не превышала 20 000), половину из которых составляли пешие воины, и полторы тысячи рыцарей. Согласно хронике Раймунда Ажильского, армия крестоносцев состояла из 1200—1300 рыцарей и 12 000 пехотинцев (в начале похода их было соответственно около 7000 и 20 000 человек). В дополнение к тому могло быть ещё несколько тысяч воинов из маронитов, немногочисленных местных христиан и остатков христианского ополчения прибывшего сюда ранее и присоединившегося к Крестоносному войску шедшему на освобождение Святого Города. Ввиду этого общая численность христиан вполне могла составлять 30 — 35 тысяч человек, что было намного меньше гарнизона и жителей города. Но христианское войско было воодушевлено близостью заветной цели и пребывало в хорошем моральном состоянии.
Многие воины в религиозном порыве опускались на колени, плакали и молились, увидев издалека в рассветных лучах солнца столь желанные стены Священного Города, ради освобождения которого вышли в поход три года назад и прошли многие тысячи километров.
Иерусалим находился под властью фатимидского халифа, который отнял его у сельджуков. Эмир Иерусалима Ифтикар ад-Даула направил к крестоносцам посольство, предложив им беспрепятственно совершать паломничество к святым местам, небольшими и к тому же невооружёнными группами. Однако, вожди похода ответили на это предложение категорическим отказом, не помышляя оставлять величайшие христианские святыни под властью неверных мусульман.
Роберт Нормандский разбил лагерь с северной стороны около церкви Св. Стефана. Далее расположилась армия
Роберта Фландрского. Отряды Готфрида Бульонского и Танкреда Тарентского стояли на западе напротив башни Давида и Яффских ворот, через которые обычно проходили прибывшие из Европы паломники. На юге занял позиции Раймунд Тулузский, укрепившись на горе Сион близ церкви Св. Марии.
Осада Иерусалима во многом повторяла историю осады Антиохии. Перед прибытием врага эмир Фатимидов изгнал из Иерусалима местных христиан и укрепил крепостные стены. Крестоносцы же — как и полгода назад — из-за нехватки продовольствия и воды претерпевали большие мучения, нежели осажденные. Мусульмане отравили и загрязнили все окрестные колодцы, поэтому крестоносцам приходилось привозить воду из источника в 10 километрах от города в бурдюках, наскоро сшитых из бычьих шкур.
Понимая, что время дорого и с каждым днём положение будет только усугубляться, 13 июня крестоносцы пошли на штурм крепостных стен. Поднявшись по приставным лестницам, они вступили в жестокую схватку с гарнизоном, однако ввиду высоты и мощи стен, осаждённым удалось отбить атаку. В это время пришло известие, что основные силы генуэзской эскадры, направленной на помощь крестоносцам, были разбиты египетским флотом. Однако, 17 июня в Яффу прибыло шесть уцелевших кораблей с продовольствием — благодаря чему угроза голода на время отступила — и также различными инструментами для сооружения военных машин. Понимая какую важность составляет доставленный груз, Раймунд Тулузский направил в гавань отряд из сотни рыцарей для охраны судов, но те столкнулись с засадой мусульман, и в завязавшемся бою обе стороны понесли потери. В конце июня тревожные слухи стали подтверждаться и до рыцарского войска дошли вести о том, что из Египта на помощь Иерусалиму выдвинулась фатимидская армия.

## Решающий штурм
В начале июля одному из монахов явилось видение епископа Адемара Монтейльского, год назад скончавшегося в Антиохии, который предписал воинам «устроить Бога ради крестное шествие вокруг укреплений Иерусалима, усердно молиться, творить милостыню и соблюдать пост» и тогда на девятый день Иерусалим падёт.
6 июля военачальники и епископы провели совет, на котором решили исполнить предписание Адемара, и в пятницу 8 июля босые крестоносцы в сопровождении своих духовных наставников — Петра Пустынника, Раймунда Ажильского и Арнульфа Шокесского — провели крестную процессию вокруг стен Иерусалима и, распевая псалмы, дошли до Масличной горы, чем вызвали недоумение, страх и ярость мусульман, которые во время чтения епископами молитв, выкрикивали оскорбления в адрес христиан и священных таинств. Последнее и вызвало гнев крестоносцев как в процессе штурма так и в ходе захвата города.
Понимая, что пассивная осада может затянуться, крестоносцы углубились в окрестные земли Самарии, чтобы нарубить деревьев для осадных машин, после чего плотники соорудили две осадные башни, метательные машины и другие военные приспособления. Затем состоялся совет, на котором был отдан приказ готовиться к схватке.
Пусть каждый человек приготовится к бою на 14-е. Пока же пусть все пребывают на страже, молятся и творят милостыню. Повозки вместе с мастерами пусть будут впереди с тем, чтобы мастеровые снесли стволы, колья и жерди, а девицы пускай плетут фашины из прутьев. Повелевается, чтобы каждые два рыцаря изготовили один плетеный щит, либо лестницу. Выкиньте прочь всякие сомнения насчет того, чтобы сразиться за Бога, ибо в ближайшие же дни он завершит ваши ратные труды.
Все это было тщательно выполнено. Затем постановили, кто из князей, действуя со своими людьми, какую часть города будет атаковать и в каких местах будут пущены в ход осадные орудия, а также какие именно. Штурм Иерусалима начался на рассвете 14 июля. Крестоносцы забрасывали город камнями из метательных машин, а оборонявшиеся осыпали их градом стрел и бросали со стен камни, лили кипяток, сбрасывали утыканные гвоздями «просмоленные <…> деревяшки, обертывая их в горящие тряпки». Обстрел камнями, однако, не причинил городу особого вреда, так как жители города защитили стены мешками, набитыми хлопком, которые смягчали удар. Под непрекращающимся обстрелом — как пишет Гийом Тирский, «стрелы и дротики сыпались на людей с обеих сторон, подобно граду» — крестоносцы начали придвигать к стенам Иерусалима осадные башни, однако им помешал опоясывающий город глубокий ров, который начали засыпать ещё 12 июля.
Сражение продолжалось весь день, но город держался. Когда наступила ночь, обе стороны продолжали бодрствовать — жители города боялись, что последует новая атака, а католические христиане опасались, что осажденным удастся каким-то образом поджечь осадные орудия.
Утро 15 июля, началось с общей молитвы и песнопений, христиане громко пели священные псалмы и подняв сотни знамён, стальными клиньями устремились к стенам. Европейские арбалетчики метко стреляя, пробивали мусульман стрелами насквозь, чем вызывали страх перед этим оружием. И когда ров был засыпан, крестоносцы смогли наконец беспрепятственно приблизить башни к крепостным стенам, лучники подожгли защищающие их мешки. и смели со стен защитников. Толпы воинов и рыцарей в священном рвении и экстазе бросились на стены, разя длинными обоюдоострыми мечами и тяжёлыми топорами, переламывая арабские кривые сабли, разбивая кожаные шлемы и чалмы, сметая всё на своём пути. Такого невероятного давления оборонявшиеся не выдержали, защитники дрогнули, и уже ничто не могло больше удержать крестоносцев от вступления в город.
Это стало переломным моментом в атаке — крестоносцы под непрекращающийся рёв и воинственные крики перекинули на стены деревянные мостки и раздавив защитников — толпами устремились за стены. Первым согласно преданию прорвался рыцарь Летольд, за ним последовали Готфрид Бульонский, Танкред Тарентский и храбрейшие рыцари и воины Европы.
Раймунд Тулузский, армия которого штурмовала город с другой стороны, узнал о прорыве и тоже устремился в Иерусалим через южные ворота. Увидев, что город уже пал, эмир гарнизона башни Давида был сломлен происходящим и открыл Яффские ворота.

## Резня и разграбление города
После того, как крестоносцы ворвались в город, началась резня. Нападавшие убивали всех подряд — мусульман, евреев, православных христиан и превратили Иерусалим в настоящую бойню. Некоторые из горожан попытались укрыться на крыше храма (хроника утверждает, что это произошло в храме Соломона, но, так как он был разрушен в I веке при взятии Иерусалима полководцем Титом, вероятно имеется в виду мечеть Аль-Акса на Храмовой горе, которая, по мнению крестоносцев, располагалась на месте Храма). Сначала Танкред Тарентский и Гастон Беарнский взяли их под свою защиту, передав в качестве охранного символа свои знамёна, однако к утру крестоносцы перебили всех уцелевших. Была сожжена синагога вместе с находившимися там людьми. Так, к утру 16 июля практически всё население Иерусалима было перебито. По свидетельству западных хронистов было уничтожено около 10 тысяч жителей, арабские источники приводят значения в несколько раз больше.
О суровой жестокости крестоносцев сообщается во многих хрониках и документах того времени. И если арабские и византийские источники довольно сухо сообщают о большом числе жертв, то западные изобилуют подробностями:
Раймунд Ажильский, наблюдавший падение Иерусалима своими глазами, сообщает, что на городских улицах можно было увидеть кучи человеческих тел.
Раймунду вторит Гийом Тирский:
Невозможно было смотреть без ужаса, как валялись всюду тела убитых и разбросанные части тела и как вся земля была залита кровью. И не только обезображенные трупы и отрубленные головы представляли страшное зрелище, но ещё более приводило в содрогание то, что сами победители с головы до пят были в крови и наводили ужас на всякого встречного. В черте храма, говорят, погибло около 10 тысяч врагов, не считая тех, что были убиты повсюду в городе и устилали улицы и площади; число их, говорят, было не меньше. Остальные части войска разошлись по городу и, выволакивая, как скот, из узких и отдаленных переулков несчастных, которые хотели укрыться там от смерти, убивали их секирами.

Другие, разделившись на отряды, врывались в дома и хватали отцов семейств с женами, детьми и всеми домочадцами и закалывали их мечами или сбрасывали с каких-либо возвышенных мест на землю, так что они погибали, разбившись. При этом каждый ворвавшись в дом, обращал его в свою собственность со всем, что находилось в нём, ибо ещё до взятия города было согласовано между крестоносцами, что по завоевании каждый сможет владеть на вечные времена по праву собственности, всем, что ему удастся захватить. Потому они особенно тщательно осматривали город и  убивали сопротивляющихся. Они проникали в самые уединенные и тайные убежища, вламывались в дома жителей, и каждый христианский рыцарь, вешал на дверях дома щит или какое-либо другое оружие, в знак для приближающегося — не останавливаться здесь, а проходить мимо, ибо место это уже занято другими.
В то же время, некоторые христианские и даже арабские хроники утверждают, что отряды Раймонда Тулузского не только не участвовали в избиении жителей, напротив: отпустили сдавшийся им гарнизон башни Давида. Помимо уничтожения жителей, крестоносцы полностью разграбили город. Они врывались в дома и храмы, присваивая себе все ценности, какие только могли найти. Танкред Тарентский вынес из храма Соломона «несметное количество золота, серебра и драгоценных камней». Правда, по утверждению Гийома Тирского, через некоторое время он вернул награбленное.
По мнению французского исследователя Ж. Ришара, причиной для бойни послужили оскорбления крестоносцев, которые жители города выкрикивали во время Крестного шествия вокруг Иерусалима. Советский историк М. А. Заборов, в дополнение к этому считает причиной религиозный фанатизм крестоносцев, тяжелые потери соратников в пути и боях и сам фактор ожесточения в ходе осады и всего похода.

## После победы
Взятие Иерусалима 15 июля 1099 года отмечено во всех исторических источниках начала XII века, в том числе и в русской «Повести временных лет». После падения города правителем новообразованного Иерусалимского королевства стал Готфрид Бульонский. Готфрид не захотел называться королём в городе, где Христос был коронован терновым венцом, поэтому 22 июля 1099 года принял титул Защитника Гроба Господня (лат. Advocatus Sancti Sepulchri). 1 августа был избран первый латинский патриарх Иерусалима. Им стал Арнульф Шокесский, капеллан Роберта Нормандского. 5 августа, допросив нескольких чудом уцелевших горожан, Арнульф узнал местонахождение священной реликвии — Животворящего Креста, на котором распяли Иисуса, что вызвало новый религиозный подъём.
В начале августа Готфрид возглавил поход против приближающейся египетской армии ал-Афдала и 12 августа разбил мусульман при Аскалоне. После этой победы угроза Иерусалиму была ликвидирована и воины Христовы сочли свой долг выполненным, большинство из них вернулось на родину. Первый крестовый поход увенчался успехом, в результате чего на Востоке образовались несколько государств крестоносцев. Эти государства представляли собой плацдарм «Западного мира» во враждебном окружении и требовали постоянной помощи извне, что делало неизбежным последующие крестовые походы. Опустошение целых территорий Ближнего Востока в ходе крестового похода, а в особенности резня устроенная после захвата Иерусалима, обусловила многовековую конфронтацию католического Запада с мусульманским Востоком.

## Исторические источники и литература

### Исторические источники
- Деяния франков и прочих иерусалимцев. Захват Иерусалима крестоносцами
- Раймунд Ажильский. История франков, которые взяли Иерусалим
- Анна Комнина. Алексиада
- Ибн ал-Каланиси. История Дамаска. Взятие Иерусалима
- Фульхерий Шартрский. Деяния франков, совершивших паломничество в Иерусалим. Взятие Иерусалима
- Михаил Сириец. Хроника См. в тексте О походе франков, которые утвердились в Иерусалиме
- Гийом Тирский. История деяний в заморских краях См. в тексте Взятие Иерусалима